# Mureck
Mureck este o localitate din landul Stiria (Steiermark) din Austria.
Se află lângă Râul Mur, la o altitudine de 237 m deasupra nivelului mării. Are o suprafață de 38,72 km² și 38,68 km². Populația este de 3.551 locuitori, determinată în 1 ianuarie 2018.
Localitatea este înfrățită cu comuna Lenauheim, Timiș.